# Скарду
Скарду (англ. Skardu) — город в пакистанской провинции Гилгит-Балтистан; бывшая столица Балтистана.

## Географическое положение
Скарду, наряду с Гилгит, является одним из туристических центров в северном Пакистане. Горная местность региона (в том числе четыре из четырнадцати восьмитысячных пиков в мире), привлекает внимание туристов, путешественников и альпинистов со всего мира. Основной туристический сезон длится с апреля по октябрь.
Недалеко от Скарду расположены заснеженные пики гор-восьмитысячников (включая К2, Гашербрум, Броуд Пик и Башни Транго), а также огромные ледники Балторо, Биафо и Транго. Это делает Скарду основным туристическим и альпинистским центром в этом районе, что привело к развитию обширной инфраструктуры, включая магазины и гостиницы. В то же время, популярность региона сказывается на ценах, которые растут особенно сильно во время основного сезона походов.